# UCI Amèrica Tour 2025
L'UCI Amèrica Tour 2025 és la vint-i-unena edició de l'UCI Amèrica Tour, un dels cinc circuits continentals de ciclisme de la Unió Ciclista Internacional. Està format per una vintena de proves, organitzades del 25 d'octubre de 2024 al 10 d'agost de 2025 a Amèrica.

## Equips
Els equips poden participar en les diferents curses depenent de la categoria de la prova. Per exemple, els UCI WorldTeams només poden participar en curses .1 i el seu nombre per cursa és limitat.
| Catégorie | Catégorie              | Équipes                                                                          |
| --------- | ---------------------- | -------------------------------------------------------------------------------- |
| .1        | 1.1 (Cursa d'un dia)   | * UCI WorldTeam (màx. 50%) * UCI ProTeam * Equip continental * Selecció nacional |
| .1        | 2.1 (Cursa per etapes) | * UCI WorldTeam (màx. 50%) * UCI ProTeam * Equip continental * Selecció nacional |
| .2        | 1.2 (Cursa d'un dia)   | * UCI ProTeam * Equip continental * Selecció nacional * Equip regional i de club |
| .2        | 2.2 (Cursa per etapes) | * UCI ProTeam * Equip continental * Selecció nacional * Equip regional i de club |

## Evolució del calendari

### Octubre 2024
| Data | Cursa             | País      | Cat. | Vencedor       | Equip           | Ref. |
| ---- | ----------------- | --------- | ---- | -------------- | --------------- | ---- |
| 25-3 | Volta a Guatemala | Guatemala | 2.2  | Robinson López | GW Erco Shimano |      |

### Novembre 2024
| Data  | Cursa                              | País    | Cat. | Vencedor      | Equip            | Ref. |
| ----- | ---------------------------------- | ------- | ---- | ------------- | ---------------- | ---- |
| 1-3   | Tour de Rio                        | Brasil  | 2.2  | Sergio Henao  | Nu Colombia      |      |
| 2     | Campionat del Carib contrarellotge | Guyana  | 1.2  | Conor White   | Bermudes         |      |
| 3     | Campionat del Carib en ruta        | Guyana  | 1.2  | Cory Williams | Belize           |      |
| 11-17 | Volta a l'Equador                  | Equador | 2.2  | Richard Huera | Movistar-Best PC |      |

### Desembre 2024
| Data  | Cursa              | País       | Cat. | Vencedor         | Equip               | Ref. |
| ----- | ------------------ | ---------- | ---- | ---------------- | ------------------- | ---- |
| 13-22 | Volta a Costa Rica | Costa Rica | 2.2  | Luis Daniel Oses | 7C-Economy-Lacoinex |      |

### Gener
| Data  | Cursa            | País      | Cat. | Vencedor      | Equip                           | Ref. |
| ----- | ---------------- | --------- | ---- | ------------- | ------------------------------- | ---- |
| 12-19 | Volta al Táchira | Veneçuela | 2.2  | Eduin Becerra | Team Trululu Grupo La Guacamaya |      |

### Abril
| Data  | Cursa                                 | País         | Cat. | Vencedor     | Equip                  | Ref. |
| ----- | ------------------------------------- | ------------ | ---- | ------------ | ---------------------- | ---- |
| 4-6   | Jamaica International Cycling Classic | Jamaica      | 2.2  | Sergio Henao | Nu Colombia            |      |
| 23-27 | Tour de Gila                          | Estats Units | 2.2  | Kieran Haug  | Project Echelon Racing |      |
| 30-4  | Vuelta Bantrab                        | Guatemala    | 2.2  | Wilson Peña  | Team Sistecrédito      |      |

### Maig
| Data | Cursa                     | País         | Cat. | Vencedor       | Equip        | Ref. |
| ---- | ------------------------- | ------------ | ---- | -------------- | ------------ | ---- |
| 18   | Gran Premio New York City | Estats Units | 1.2  | Sean Christian | Team Skyline |      |

### Juny
| Data  | Cursa          | País   | Cat. | Vencedor      | Equip        | Ref. |
| ----- | -------------- | ------ | ---- | ------------- | ------------ | ---- |
| 11-15 | Tour de Beauce | Canadà | 2.2  | Diego Camargo | Medellín-EPM |      |

### Agost
| Data | Cursa            | País     | Cat. | Vencedor          | Equip       | Ref. |
| ---- | ---------------- | -------- | ---- | ----------------- | ----------- | ---- |
| 1-10 | Volta a Colòmbia | Colòmbia | 2.2  | Rodrigo Contreras | Nu Colombia |      |